# Paul Whiteman
Pour les articles homonymes, voir Whiteman.

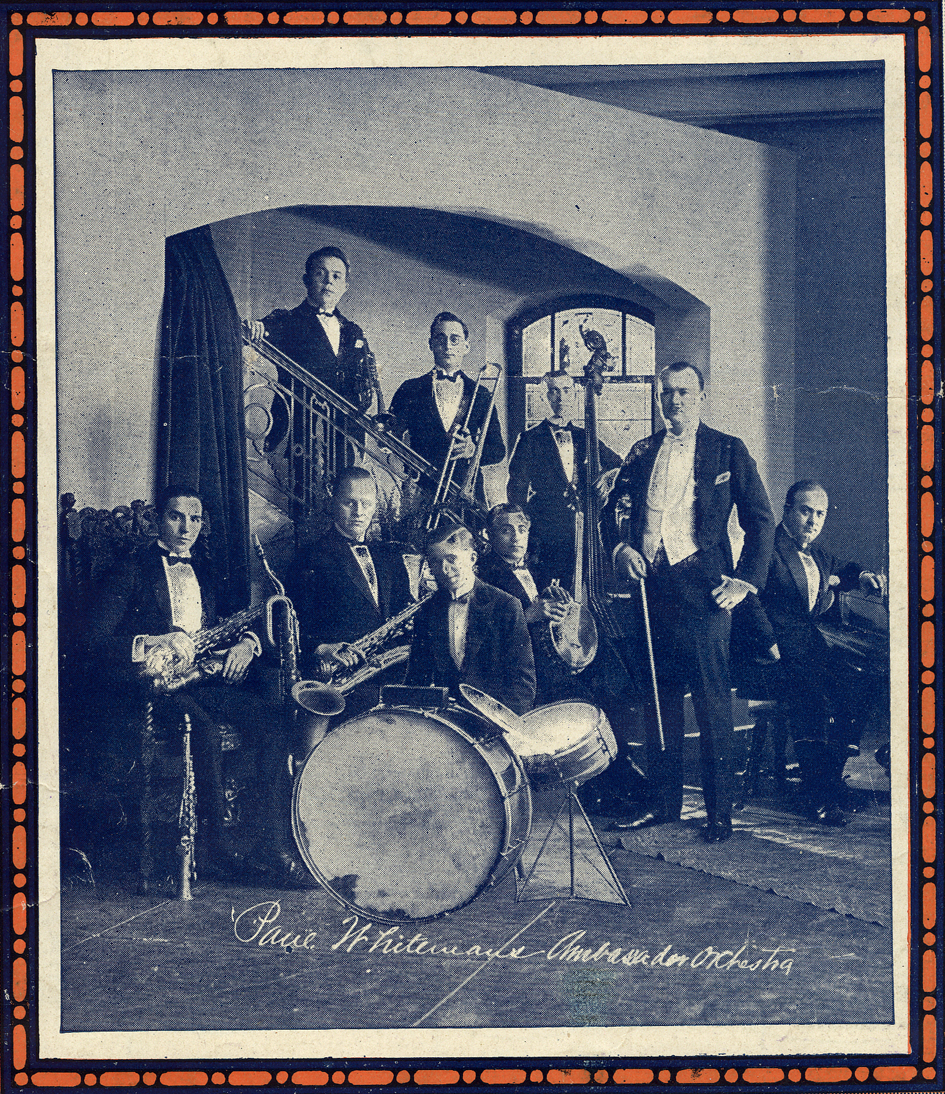
Paul Whiteman et son orchestre en 1921.

Paul Whiteman dit parfois Pops est un chef d'orchestre américain, né le 28 mars 1890 à Denver et mort le 29 décembre 1967 à Doylestown (Pennsylvanie).

## Biographie
Né en 1890, fils d'un professeur de musique, Wilburforce James Whiteman, et d'une chanteuse d'opéra, Elfrida (née Dallison), Paul Whiteman commence sa carrière comme altiste dans l’orchestre symphonique de Denver puis dans celui de San Francisco. Il participe aussi comme instrumentiste (violon ou alto) à de nombreux orchestres de danse. Il est dans la Marine américaine en 1918. 
En 1919, il fonde son propre orchestre. En 1920 il enregistre ses premières faces pour le label Victor. L’orchestre de Whiteman joue, entre autres, pour des revues dont celles de Florenz Ziegfeld. La notoriété arrivant, Whiteman élargit le personnel de son orchestre et le proclame orchestre de jazz symphonique. Dans les faits, le répertoire est composé de musique de danse et de variétés, de reprises « réarrangées » de pièces classiques, de jazz édulcoré et de tentatives de fusion entre « classique » et jazz.
Whiteman est très populaire dans les années 1920. Ceci lui permet de passer des commandes à des compositeurs reconnus (George Gershwin, Igor Stravinsky) et aux arrangeurs maintenant passablement oubliés Ferde Grofé et Bill Challis.
En tant que directeur musical, il commande à George Gershwin qu'il avait rencontré lors de la revue George White's Scandals 1922,  un concerto jazz intitulé Rhapsody in blue, dont Gershwin avait juste suggéré brièvement l'idée à Whiteman deux ans auparavant, et dont il découvre l'annonce de ce dernier dans un journal pour un concert intitulé What is American Music? et prévu cinq semaines plus tard. Pris au dépourvu par Whiteman, Gershwin n'avait écrit aucune ligne et ignorait ce qu'était un concerto. Après s'être excusé, Whiteman réussit à convaincre George qu'il pouvait le réaliser et le 12 février 1924, fut présentée la Rhapsody in Blue sur la scène du Aeolian Hall de New York, avec le compositeur interprétant les solos du piano. L'œuvre connut un succès monstre de la part du public comme des critiques. Le morceau est enregistré le 10 juin de la même année. Par la suite, Whiteman mène une tournée de ce concert à travers les États-Unis, dont Gershwin ne peut suivre qu'une première partie à cause d'engagements ailleurs. 
Whiteman est aussi le premier à enregistrer le Concerto en Fa du même Gershwin et le Scherzo à la russe d'Igor Stravinsky.
Cependant, ces incursions dans l’univers de la musique « savante » restent marginales, L’orchestre de Whiteman est avant tout un orchestre de variétés (c’est là que le chanteur Bing Crosby va se faire connaître) et surtout un orchestre de jazz, atypique certes (les arrangements ne sont pas toujours du meilleur goût), mais présentant d’excellents solistes. Au fil des années, on a pu y entendre le cornettiste Bix Beiderbecke, les trompettistes Harry Busse, Red Nichols, Andy Secrest, Bunny Berigan, les trombonistes Bill Rank, Jack Teagarden, et Tommy Dorsey, les saxophonistes Frankie Trumbauer, Jimmy Dorsey, le violoniste Joe Venuti, le guitariste Eddie Lang et la chanteuse Mildred Bailey.
À la fin des années 1920, Whiteman est d’ailleurs sacré « Roi du jazz ». En 1930, il est même la vedette d’un film musical qui lui est dédié The King of Jazz. L’arrivée de l’ère du swing va mettre fin à son « règne », Whiteman va continuer à diriger son orchestre jusqu’au milieu des années 1940. À partir de cette date, il ne dirige plus que des orchestres occasionnels.

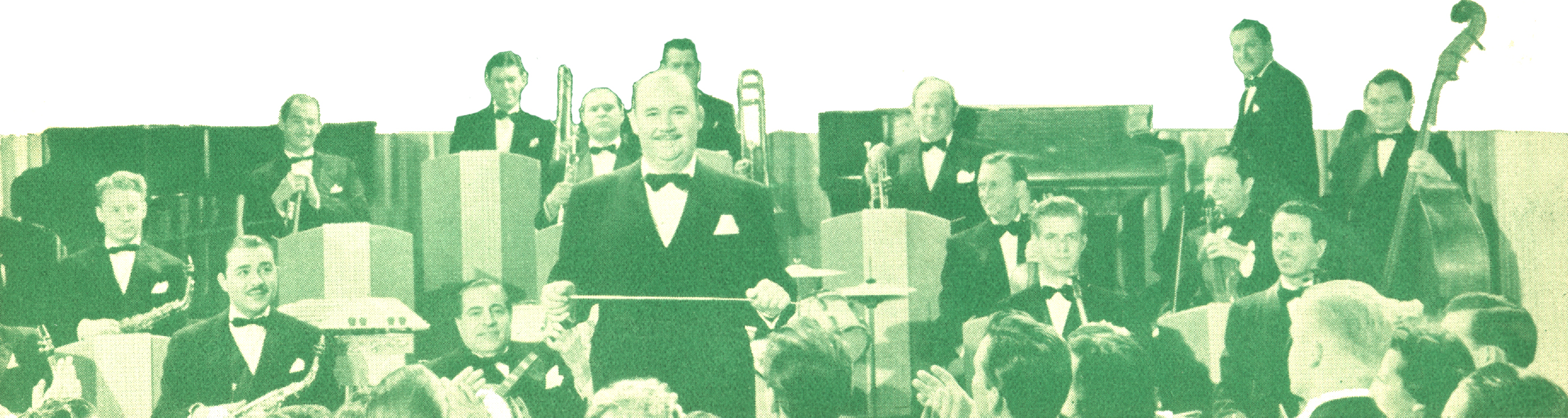
Whiteman et son orchestre, 1941

Il s’occupe en revanche de la direction de L’American Broascasting Corporation.
Il est protestant et d'origine écossaise, irlandaise, anglaise, et néerlandais. Il s'est marié 4 fois et a eu 3 filles, Margot, Julie, et Jan, et avait une sœur, Ferne.   
Franc-maçon de la St. Cécile Lodge, à l'Orient de New York, l'ensemble de son œuvre est reconnue dans la franc-maçonnerie
Il meurt en 1967. Son épouse Margaret Livingston née en 1895 est décédée en 1984.

## Son œuvre
Adulé dans les années 1920, sacré indûment[non neutre] « Roi du jazz », Paul Whiteman a longtemps été méprisé par les critiques de jazz[réf. nécessaire]. Certes le style ampoulé[non neutre] et pompier de certains des arrangements de l’orchestre a souvent très mal vieilli, mais il faut reconnaître à Whiteman sa réelle volonté de donner une « respectabilité » au jazz (même si son « concept » était naïf et inadapté), sa grande ouverture d’esprit et surtout sa capacité à savoir recruter d’excellents solistes[non neutre]. 
L’écoute de plages de Whiteman, outre le fait qu’elle nous replonge dans une ambiance « années folles » - très « Francis Scott Fitzgerald » - au charme un peu désuet, offre parfois musicalement d’excellentes surprises.[non neutre][style à revoir]

## Composition des membres de l'orchestre Whiteman de 1930

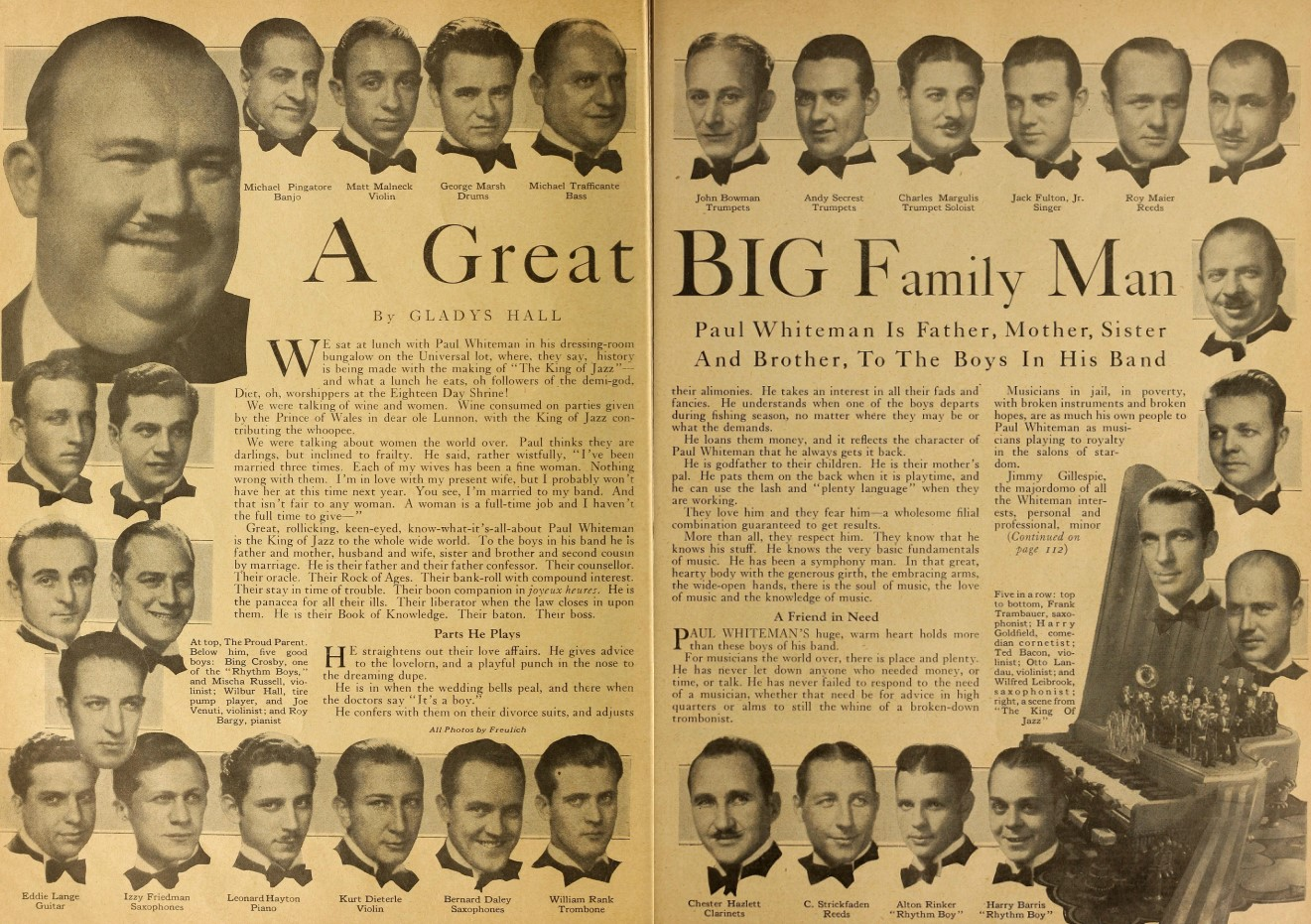
Article sur l'orchestre de jazz, juin 1930

| gauche : - Paul Whiteman - Bing Crosby : Rhythm Boy (en) - Mischa Russell : violoniste - (en)Wilbur Hall : trombone - Joe Venuti : violon - Roy Bargy : piano | Haut - Michael Pingatore : banjo - (en)Matt Malneck : violon - (en)George Marsh : batterie - Michael Trafficante : basse - John Bowman : trompette - (de)Andy Secrest : trompette - Charles Margulis : trompette soliste - Jack Fulton Jr : chanteur - Roy Maier : flûte |
| en bas : - Eddie Lang : guitare - (en)Izzy Friedman : saxophone - Leonard Hayton : piano - Kurt Dieterle : violon - Bernard Daley : saxophone - William Rang : trombone - Chester Hazlett : clarinettes - C. Strickfaden : flûte - (en)Alton Rinker : Rhythm Boy - (en)Harry Barris : Rhythm Boy | droite - Frank Trambauer : saxophone - Harry Goldfield : cornet - Ted Bacon : violon - Otto Landau : violon - Wilfred Leibrook : saxophone |

## Galerie

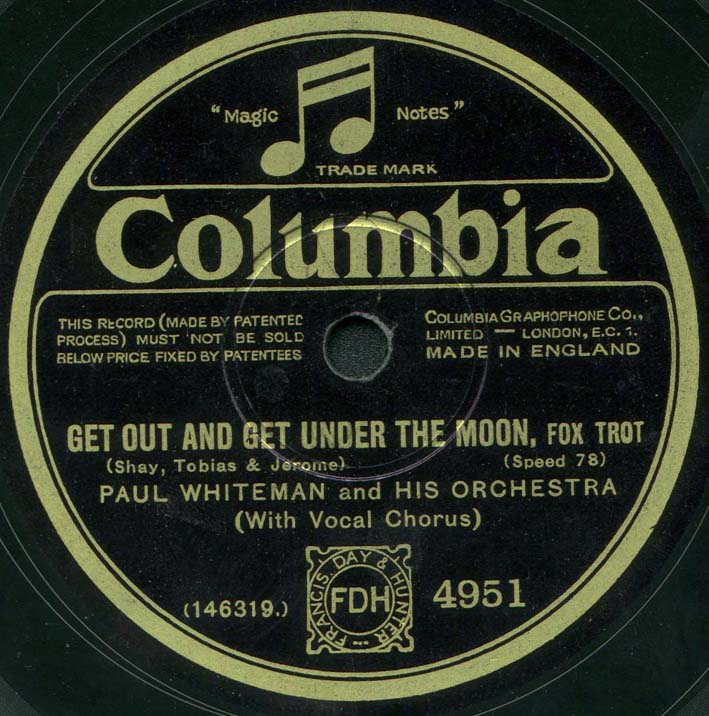
Get out and get under the moon, 1928
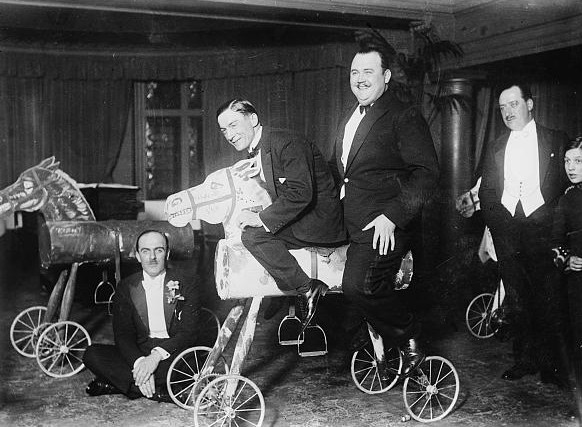
S'amusant avec ses musiciens
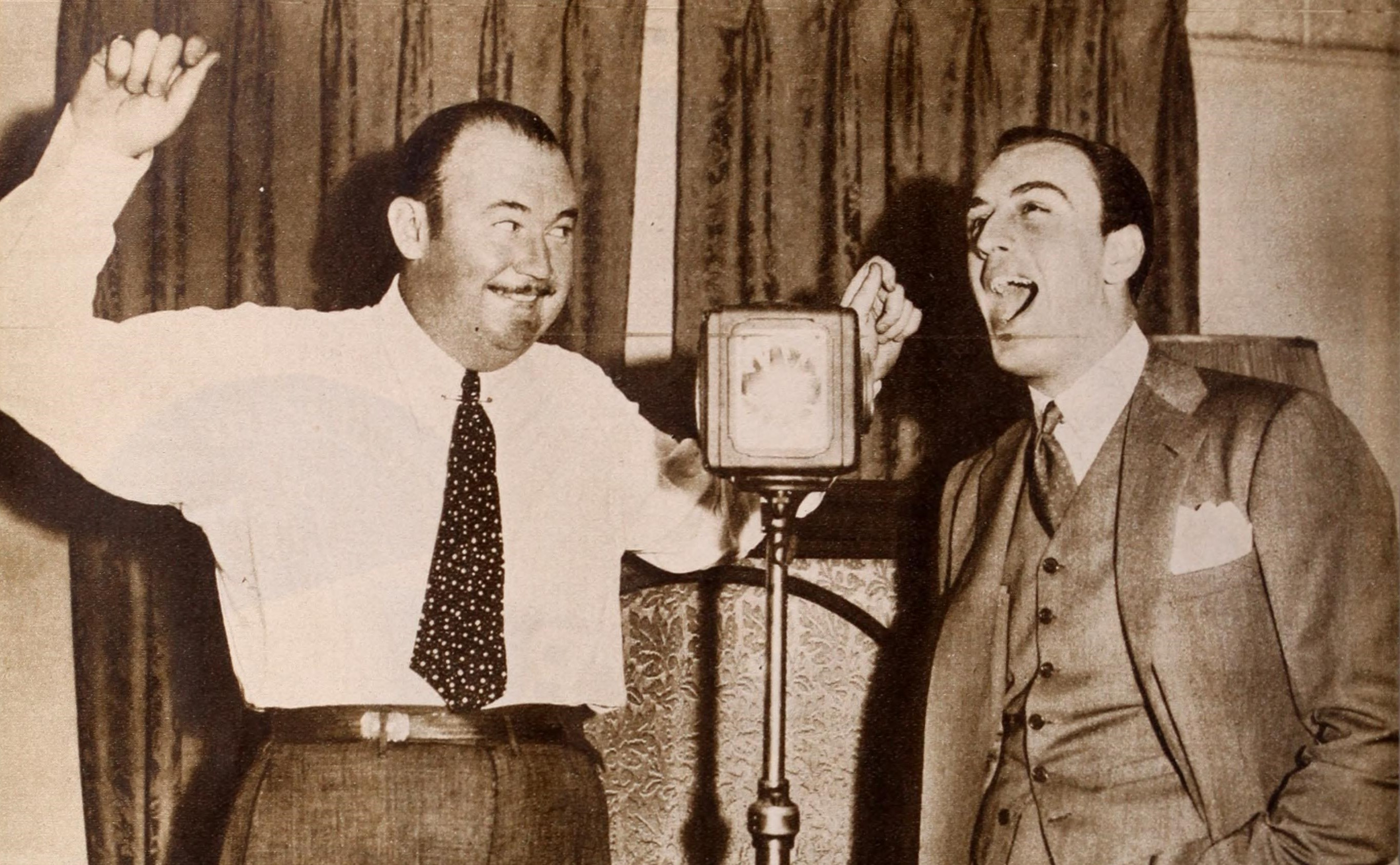
A la radio avec Russ Columbo, 1934

## Bibliographie

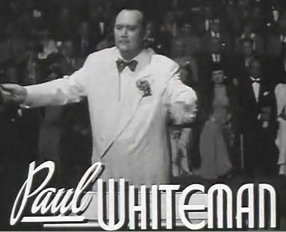
Paul Whiteman dans le lancement du film Rhapsody in Blue, 1945

## Lire aussi
- (en) avec Mary Margaret McBride, Jazz, New York, Arno Press, coll. « Popular culture of America », 1974 (1re éd. 1926), 298 p. (ISBN 0405063873)